# Prez-vers-Noréaz
Prez-vers-Noréaz é uma comuna da Suíça, no Cantão Friburgo, com cerca de 815 habitantes. Estende-se por uma área de 5,71 km², de densidade populacional de 143 hab/km². Confina com as seguintes comunas: Avry, Corserey, La Brillaz, Montagny, Noréaz.
A língua oficial nesta comuna é o Francês.